# فاروق محمود
فاروق محمود (انگلیسی: Farouk Mahmoud؛ زادهٔ ۱۸ اکتبر ۱۹۴۴) بازیکن فوتبال است.
وی همچنین در تیم ملی فوتبال مصر بازی کرده‌است.